# Szczurówka (mysz)
Szczurówka (Tateomys) – rodzaj ssaków z podrodziny myszy (Murinae) w obrębie rodziny myszowatych (Muridae).

## Rozmieszczenie geograficzne
Rodzaj obejmuje gatunki występujące endemicznie na indonezyjskiej wyspie Celebes.

## Morfologia
Długość ciała (bez ogona) 110–156 mm, długość ogona 152–173 mm, długość ucha 17–24 mm, długość tylnej stopy 30–38 mm; masa ciała 43–98 g.

## Systematyka
Rodzaj zdefiniował w 1969 roku amerykański teriolog Guy Graham Musser  w artykule zatytułowanym „Nowy rodzaj i gatunek gryzonia z rodziny myszowatych z Celebes, wraz z dyskusją na temat jego pokrewieństwa”, opublikowanym w czasopiśmie American Museum Novitates. Gatunkiem typowym jest (oryginalne oznaczenie) szczurówka długoogonowa (T. macrocercus). 

### Etymologia
Tateomys: George Henry Hamilton Tate (1894–1953), urodzony w Anglii amerykański zoolog i botanik; gr. μυς mus, μυος muos ‘mysz’.

### Podział systematyczny
Do rodzaju należą następujące gatunki:
| Grafika | Gatunek                 | Autor i rok opisu | Nazwa zwyczajowa        | Podgatunki         | Rozmieszczenie geograficzne                                                                                                   | Podstawowe wymiary                          | Status IUCN |
| ------- | ----------------------- | ----------------- | ----------------------- | ------------------ | --- | ------------------------------------------- | ----------- |
|         | Tateomys rhinogradoides | Musser, 1969      | szczurówka górska       | gatunek monotypowy | środkowa część wyspy (góry Nokilalaki, Rorekatimbo, Tokala, Gandangdewata i Latimojong); zakres wysokości: 2110–2600 m n.p.m. | DC: 13,7–15,6 cm DO: 15,2–17 cm MC: 88–98 g | LC          |
|         | Tateomys macrocercus    | Musser, 1982      | szczurówka długoogonowa | gatunek monotypowy | środkowa część wyspy (góry Nokilalaki i Gandangdewata); zakres wysokości: 1600–2285 m n.p.m.                                  | DC: 11–12 cm DO: 16–17,3 cm MC: 43–55 g     | NT          |

Kategorie IUCN:  LC  – gatunek najmniejszej troski,  NT  – gatunek bliski zagrożenia.